# ArenaBall Philippines 2012
La ArenaBall Philippines 2012 è stata la 3ª edizione del campionato filippino di football americano di primo livello, organizzato dalla ATFFP. Per la prima volta il campionato è stato disputato a 11 giocatori.

## Squadre partecipanti
| Club                 | Città    | Stadio | Sponsor ufficiale | Risultato nella stagione 2011 |
| -------------------- | -------- | ------ | ----------------- | ----------------------------- |
| Makati Rebels        | Makati   |        |                   |                               |
| Manila Wolves        | Manila   |        |                   |                               |
| Manila Bandits       | Manila   |        |                   |                               |
| San Juan Juggernauts | San Juan |        |                   |                               |

## Preseason

### Week 1
Prevista per il 2 giugno 2012.

### Week 2
Prevista per il 9 giugno 2012.

## Stagione regolare

### Calendario

#### 1ª giornata
| Quezon City 30 giugno 2012 | San Juan Juggernauts | 12 – 7 | Manila Bandits | UP Track Oval |

| Quezon City 30 giugno 2012 | Makati Rebels | 18 – 0 | Manila Wolves | UP Track Oval |

#### 2ª giornata
| Quezon City 7 luglio 2012 | Manila Bandits | 20 – 0 | Makati Rebels | UP Track Oval |

| Quezon City 7 luglio 2012 | San Juan Juggernauts | 12 – 0 | Manila Wolves | UP Track Oval |

#### 3ª giornata
| Marikina 28 luglio 2012 | Manila Bandits | 21 – 6 | Manila Wolves | Marikina Sports Park |

| Marikina 28 luglio 2012 | San Juan Juggernauts | 16 – 8 | Makati Rebels | Marikina Sports Park |

#### 4ª giornata
| Marikina 4 agosto 2012 | Makati Rebels | 7 – 0 | Manila Wolves | Marikina Sports Park |

| Marikina 4 agosto 2012 | San Juan Juggernauts | 13 – 7 (d.t.s.) | Manila Bandits | Marikina Sports Park |

#### 5ª giornata
| Quezon City 11 agosto 2012 | San Juan Juggernauts | 27 – 12 | Manila Wolves | UP Track Oval |

| Quezon City 11 agosto 2012 | Makati Rebels | 14 – 7 | Manila Bandits | UP Track Oval |

### Classifica
I numeri di vittorie e sconfitte sommano a 6 giornate pur essendo la stagione regolare di solo 5 turni.

La classifica della regular season è la seguente:
- PCT = percentuale di vittorie, G = partite giocate, V = partite vinte,  P = partite perse, PF = punti fatti, PS = punti subiti

| Pos. | Squadra              | PCT   | G | V | N | P | PF | PS |
| ---- | -------------------- | ----- | - | - | - | - | -- | -- |
| 1    | San Juan Juggernauts | 1.000 | 6 | 6 | 0 | 0 | 80 | 34 |
| 2    | Manila Bandits       | .500  | 6 | 3 | 0 | 3 | 62 | 45 |
| 3    | Makati Rebels        | .500  | 6 | 3 | 0 | 3 | 47 | 43 |
| 4    | Manila Wolves        | .000  | 6 | 0 | 0 | 6 | 18 | 85 |

## Playoff

### Semifinali
Previste per il 1º settembre 2012.

### ArenaBowl III
| Marikina 15 settembre 2012 | Manila Bandits | 25 – 8 | San Juan Juggernauts | Marikina Sports Park |

## Verdetti
- Manila Bandits Campioni della Filippine 2012

## Marcatori
| Giocatore    | Sq.                  | TD rush | TD recv | TD int | TD p.ret | TD k.ret | TD oth | Xp1 | Xp2 | FG | Saf | Totale |
| ------------ | -------------------- | ------- | ------- | ------ | -------- | -------- | ------ | --- | --- | -- | --- | ------ |
| Babaran      | San Juan Juggernauts | 7       | 0       | 0      | 0        | 0        | 0      | 0   | 0   | 0  | 0   | 42     |
| G. Dy        | Manila Bandits       | 0       | 3       | 0      | 0        | 0        | 0      | 0   | 0   | 0  | 0   | 18     |
| 5 giocatori  | 12                   |         |         |        |          |          |        |     |     |    |     |        |
| ?            | Manila Bandits       | 0       | 0       | 0      | 0        | 0        | 0      | 7   | 0   | 0  | 0   | 7      |
| 10 giocatori | 6                    |         |         |        |          |          |        |     |     |    |     |        |
| ?            | San Juan Juggernauts | 0       | 0       | 0      | 0        | 0        | 0      | 5   | 0   | 0  | 0   | 5      |
| ?            | San Juan Juggernauts | 0       | 0       | 0      | 0        | 0        | 0      | 0   | 2   | 0  | 0   | 4      |
| ?            | Makati Rebels        | 0       | 0       | 0      | 0        | 0        | 0      | 0   | 1   | 0  | 0   | 2      |
| ?            | Makati Rebels        | 0       | 0       | 0      | 0        | 0        | 0      | 1   | 0   | 0  | 0   | 1      |

- Miglior marcatore della stagione regolare: Babaran ( San Juan Juggernauts), 42